# 戴宪荣
戴宪荣（1982年2月27日—），出生于中国广东省广州市，是一名退役足球运动员，司职后卫，曾是广州足球俱乐部球员及被租借効力於深圳上清飲，呢称「蒜蓉」。
1999年入选过沈祥福执掌的国青集训队，2000-2001年曾经代表广州锐克(即广州青年队)参加乙级联赛。并从2002年正式进入广州一队（当时的广州香雪队）征战甲B联赛，此外，戴宪荣也曾代表广东參加省港杯足球赛。
2007年，協助广州医药夺得中国足球甲级联赛的冠军，在赛季结束后被挂牌，最终广州医药和深圳上清飲达成协议，租借効力深圳队一年。2008年3月29日，戴宪荣首次代表深圳队出场，也是其个人的中超「首秀」。
在广州医药后防球员实力鼎盛之际，2008年被租借至深圳上清饮的戴宪荣最终选择挂牌，在广东省体育局和广东省足协的斡旋下，广州医药答应以40万元一年的价格把戴宪荣租借给广东日之泉，但中国足协注册办不批复关于延迟其转会注册的申请，最终无缘广东日之泉（也有部分媒体传闻是广州医药在转会期结束前突然把戴的身价提高到100万元，而且只卖不租，导致广东日之泉措手不及后望而却步）結果戴宪荣在2009年全年沒有參加联赛。
2010年，戴宪荣被广州恒大的临时主教练彭伟国重新起用，李章洙取代彭伟国出任广州恒大的主教练后亦得到出场机会，戴宪荣在赛季结束后宣布退役。